# Stygnomma reimoseri
Espèce
Synonymes
- Poascola reimoseri Roewer, 1933

Stygnomma reimoseri est une espèce d'opilions laniatores de la famille des Stygnommatidae.

## Distribution
Cette espèce est endémique du Costa Rica. Elle se rencontre sur le Poás.

## Description
Le mâle holotype mesure 6 mm.

## Systématique et taxinomie
Cette espèce a été décrite sous le protonyme Poascola reimoseri par Roewer en 1933. Elle est placée en synonymie avec Stygnomma fuhrmanni par Goodnight et Goodnight en 1951. Elle est relevée de synonymie.

## Étymologie
Cette espèce est nommée en l'honneur d'Eduard Reimoser.

## Publication originale
- (de) Roewer, « Ergebnisse der Österreichischen biologischen Costa-Rica-Expedition 1930 », Annalen des Naturhistorischen Museums in Wien, vol. 46, no IV « Opilioniden »,‎ 1933, p. 275-295